# 謎語人
謎語人（英語：Riddler），本名愛德華·尼格瑪（Edward Nigma），是一名出現在DC漫畫所出版的漫畫中的超級反派。由比爾·芬格與Dick Sprang所創作，初次登場於《偵探漫畫》#140（1948年10月）。
在IGN所列出的漫畫史上最受歡迎的一百名超級反派中，謎語人名列第五十九名。

## 人物
謎語人並不像蝙蝠俠的其他敵人，他總是以犯罪來炫耀自己出色的智慧，他癡迷於猜謎、拼圖和文字遊戲，所以他在犯罪時都會留下謎題預告自己的行動，而且其中不太包括暴力性質。他和蝙蝠俠的交鋒往往都是在智力層面上，而很少會利用武力來解決。
謎語人經常被描繪成帶著一副和羅賓相似的黑色眼罩，有時候會穿著綠色西裝和戴著一頂禮帽，而有時候亦會身穿一件印有問號的緊身衣。一個黑色、綠色或紫色的問號經常被作為標誌謎語人的視覺主題。

## 能力
謎語人不具備有任何超能力，但他有著天才級的智商，而且非常的狡猾，他喜歡在犯罪後留下一個謎題讓人去解答後好告知自己的下一步行動。
謎語人擅長製作複雜的機關，並依此來設下挑戰與蝙蝠俠展開爭鬥。

## 其他媒體

### 電影
- 《蝙蝠俠3[2]》：由金·凱瑞飾演。是前韋恩企業的員工，因為發明的東西被老闆布魯斯·韋恩拒絕採用，而決定透過犯罪證明自己的發明的確有用。
- 《蝙蝠俠》：由保羅·達諾飾演。於露面前均配戴深綠色冬季軍用面具，武器為地毯鏟刀。真實身分為對湯瑪士·韋恩慈善計畫不滿的會計師，劇中本名為愛德華·奈許頓(Edward Nashton)。

### 電視劇
- ：由柯利·麥克·史密斯飾演[3][4][5]。為尚未成為謎語人的年輕時期的愛德華·尼格瑪，是高譚市的驗屍官兼科學鑑識家，性格有點怪異，卻有聰明的科學頭腦，熱愛猜謎語。

### 動畫電影
- 《蝙蝠俠：紅頭罩之下》：由Bruce Timm配音[6]，在搶劫美術館時被羅賓（傑森·托特）制伏。
- 《樂高蝙蝠俠電影》
- 《蝙蝠俠：血濺亞克漢》

### 電子遊戲
- 《超級英雄：武力對決》：作為阿卡漢精神病院的一個場景的背景人物登場。

- 樂高蝙蝠俠系列：
  - 《樂高蝙蝠俠》[7]：由Tom Kenny配音。
  - 《樂高蝙蝠俠2：DC超級英雄》：由Rob Paulsen配音。
  - 《樂高蝙蝠俠3：飛越高譚市》：由Roger Craig Smith配音。

- 蝙蝠俠：阿卡漢系列：全系列皆由Wally Wingert配音。
  - 《蝙蝠俠：阿卡漢瘋人院》：會將自己的謎題遍布遊戲舞台各地讓蝙蝠俠去尋找，並在蝙蝠俠找到時發表自己的言論，本人沒有實際出現在故事舞台中。
  - 《蝙蝠俠：阿卡漢城市》：抓走了來阿卡漢城市內進行醫療支援的醫生團隊當人質，並設下機關讓蝙蝠俠去破解。
  - 《蝙蝠俠：阿卡漢起源》：使用駭客手段入侵了高譚警局的通訊天線，使蝙蝠俠無法透過入侵外部線路方式搜尋黑面具的訊息。
  - 《蝙蝠俠：阿卡漢騎士》：為了向蝙蝠俠復仇而捕捉了貓女當人質，並設下一連串的謎語與機關讓蝙蝠俠去應付。

- 《蝙蝠俠：秘密系譜》：於第二部《內敵》登場，由羅賓·阿特金·唐斯（英语：Robin Atkin Downes）配音[8]。

## 外部連結
- Riddler （页面存档备份，存于） at DC Comics' official website

Template:綠箭俠